# Надлак
Надлак (рум. Nădlac) град је који припада жупанији Арад у Румунији. Званични назив за време Аустроугарске монархије је био Nagylac, a Срби то место највише зову Нађлак. Насеље је значајно по присутној малобројној српској националној мањини у Румунији.

## Географија
Град Надлак се налази на северној, кришанској страни Поморишја. Насеље се налази на самој румунско-мађарској граници, 50 km западно од града Арада. Атар насеља је равничарског карактера.

## Историја
Најранији запис о месту је из 1231. године, и зато се сматра да је насељено у 13. веку. У Надлаку су од старих времена живели Срби.
У првој половини 18. века ту је било много Срба граничара. Приспели су ту 1702-1703. године из околине Будима и Острогона. По првом попису из 1703. године било је у насељу 215 граничара. Број српских кућа износио је у то време 52. Комадант места био је 1735. године капетан Јован Добрић (Закин). Срби граничари из више места развојачене Поморишке војне границе одржали су у Надлаку 10. новембра 1750. године велики протесни збор на којем су тражили да се врати стари поредак. А приликом изјашњавања у то време нико се од месних граничара ни појединачно није определио за провинцијал. За останак у статусу били су официри: капетан Никола Штерба, капетан лајтант Живан Мишковић, хаднађи Сабо Иштван  и Субота Чупоња, те барјактари Теодор Чорба и Игњат Миоковић. Када су 1751. године кренули да се масовно исељавају Срби у Русију, тај процес није мимоишао ни Надлак. До 27. јула 1751. године из места се иселило њих 359.
Српска школа је отворена 1771. године.
Досељеници обновљеног Надлака су били Словаци, који су ту дошли пре 200 година.
Пренумерант српске књиге био је 1838. године (и 1840) у Темишвару, спахија Димитрије Николић "от Нађлак". Његов син Василије се помиње 1836. године у Темишвару.
Године 1905. Нађлак (по српском) је велика општина у истоименом срезу. Ту живи 13.631 становник у 2.006 домова. Највише је Словака (7.424) па Румуна (4.355) док је Срба мало; има их 242 православне душе (или 2%) у 42 куће. Од српских јавних здања ту су православна црква и народна школа. У месту су ПТТ комуникације и жељезничка станица.

### Велможе Јакшићи
Од 15. века то је посед српске властелинске породице Јакшић, чији су се представници Стефан и Димитрије истакли у пограничним бојевима са Турцима. Због заслуга за Угарску, краљ Матија им је поклонио крајем 1464. године огроман посед звани Надлак, са припадујућим селима (30). Имали су Јакшићи у Чанадској жупанији чак 52 поседа. Замак у Надлаку је по једном наводу, остао од Матијиног оца "Сибињанин Јанка" тј. Јаноша Хуњадија. По другом наводу, Јакшићи су се насели за стално у Нађлаку, где су подигли свој дворац са кулом, и опколили га "прошћем". Тај посед су прижељкивали "отимали" многи мађарски племићи, понајвише Чаки. Стефанов син Марко и Димитријев син Петар наследили су очеве, и сваком од њих је припала половина имања и самог града Нађлака. Народ је томе посветио пажњу, а народни певач спевао познату епску песму "Диоба Јакшића".
У Надлаку је 25. маја 1506. године војвода Марко Јакшић, написао хрисовуљу за манастир Хиландар. Надлак се помиње током сељачке буне Ђерђа Доже 1514. године. Темишварски жупан Батори и чанадски владика Чаки, после војног успеха против "простака" (побуњених сељака) дошли су код Јакшића у Нађлак, да прославе победу. Међутим вођа побуњеника против властеле Ђорђе Сикулски (Дожа) у току ноћи се приближио и опколио дворац. Батори и домаћини Јакшићи успеју да се извуку и побегну, а Чаки буде ухваћен и распет издахне. Након што је место и дворац уништио кренуо је Дожа изненада одатле са својом крсташком војском, у којој је било много Раца (Срба). Јакшићи су повратили и обновили Нађлак, и даље наставили да насељавају придошлице Србе из свих српских земаља. Јакшићи су 1526. године учествовали у Мохачкој бици, где је страдао један од браће. Српски великаш Марко Јакшић је имао двор у "Нађлаку" 1527. године. Тада се код њега, као присталице краља Запоље, мађарски војсковођа Петар Перињи склонио, и остао прикривен недељу дана, бежећи пред царом Јованом. Било је то након битке код варошице Суљоша, када је сељачки цар Јован Запоља предводник Срба сељака, коначно "сатро" Перињија, а много бојара мађарских страдало. Турци су 1529. године упали и опустошили "Јакшићеве дворе" и имање Нађлак. Због скупе оправке града Марко је запао у велике дугове, због чега је имање "заложио" својој жени. Тако је породично добро доспело у руке Јакшићеве жене Поликсене богате Римљанке. Марко и Поликсена су имали само женску децу, седам кћери. Зато су после Маркове смрти (1537) водили парнице око власништва Нађлака, његова млађа сестра Ирина и синови брата Петра. Најмлађи Петров син Јован који се образовао у Лајпцигу, преотео је 1841. године од "стрине" подруме у које је ускладиштио своје вино. Али, између 1539—1547. године умрла су сва три синовца Маркова, без порода и тако је замрла мушка страна лозе "племенитих" Јакшића. Турци су први пут заузели Нађлак 1551. године. Касније, за време аустријско-турског рата 1695. године, након великих борби од вароши Нађлака остала је пуста тврђава, са три у пожару страдале цркве - католичком, евангелистичком и православном.

## Становништво
По последњем попису из 2002. године град Надлак имао је 8.144 становника. Последњих деценија број становништва стагнира.
Насеље је од давнина било вишенародно, а месни Срби су одувек били мањина у насељу. Данас је њихов број симболичан. Национални састав на појединим пописима био је следећи:
| Година пописа | 1910. год.    | 1992. год.    | 2002. год.    |
| Укупно ст.    | 13.786        | 8.458         | 8.144         |
| Срби          | 251 (1,8%)    | 27 (0,3%)     | 15 (0,2%)     |
| Румуни        | 4.319 (31,3%) | 3.406 (40,3%) | 3.696 (45,4%) |
| Словаци       | 7.545 (54,7%) | 4.404 (52,1%) | 3.844 (47,2%) |
| Мађари        | 1.364 (9,9%)  | 346 (4,1%)    | 264 (3,2%)    |
| остали        | 307 (2,2%)    | 275 (3,3%)    | 325 (4,0%)    |

## Духовни живот
Још за време Јакшића постојала је велика камена православна црква. Када су изумрли поседници Јакшићи, храм је био подељен на два дела - на православни и хуситски. Први опис надлачке православне цркве је из 1760. године. Била је то велика црква од камена, са торњем, покривена шиндром, са три звона и иконостасом. У старој цркви су били препознати иконописачки радови печканског живописца Михаила Бокорића. Православно парохијско звање је било основано половином 16. века. Најстарије матице су заведене 1724. године. По другом извору, матрикуле крштених и умрлих воде се од 1774. године, а венчаних од 1814. године. 
Нови храм је изграђен 1829. године, као велика грађевина која привлачи пажњу због своје монументалности и лепоте. Православни парох у Нађлаку, Лазар Црвенко купио је 1831. године једну српску књигу. Године 1846. у градићу Надлаку живи 3.122 становника. Постоји православна црква Св. Николе, а свештеници су били пароси, поп Михаил Црвенков, поп Петар Варга и поп Георгије Шербан, док је капелан Давид Лаци.
Када су се почели одвајати Румуни од српске Карловачке митрополије, деобе су кренуле у готово свим општинама, где је живело мешовито становништво. Између српске и румунске стране 1872. године склопљена је деобна нагодба. Тек 1893. године је дошло време да се деобни уговор одобри, ради грунтовне расподеле земље. Педесетак породица Срба је основало своју нову црквено-школску општину.
Нова српска црква, посвећена Св. Димитрију, је почела да се гради 1893. године, па је претходно 25. априла те године, расписана јавна лицитација "на мањак", за зидање. Вредност радова за цркву у Нађлаку, по предрачуну је износила 10.152 ф. Место за градњу је обезбедио и половину грађевинског трошка исплатио мештанин Иса Мудрић. Завршени храм у "дорском стилу" посвећен Св. Димитрију је освећен 20. новембра 1894. године, од стране месног пароха администратора Богољуба Петровића. Следеће 1895. године по јавном позиву да се помогне нађлачкој црквеној општини, да ослика иконостас своје нове цркве, одзив је био солидан. За примљен прилог од 145 ф. 30 новчића захвалили су се у име општине Нађлак, црквени председник Васа Јосифовић и први тутор Паја Мудрић. Из епархијских фондова је за градњу нове цркве у "помешаној" српско-румунској општини Нађлак, издато 1000 ф. помоћи (1893). Црква је нови иконостас добила 1909. године, а целокупан посао - резбарење, иконописање и позлаћивање урадио је Евген Шпан из Темишвара.
Црквена општина је 1905. године радила под председништвом Лазе Петровића. То је била парохија најниже шесте платежне класе, није имала парохијски дом, а парохијска сесија је износила 46 кј. земље. Парох је поп Александар Поповић родом из Печке, служи пет година у месту и бави се пчеларством. Црквено-општински посед износи у то време 74 кј. земље.
Школа у Нађлаку се помиње још 1606. године. 
Купац српске књиге 1831. године је Дима Стефан "детонаставник" тј. учитељ. Народна основна школа ради 1846/1847. године, њу похађа 92 ђака које учи Јозеф Катарач.
Дамаскин Ђорђевић дугогодишњи парох у Надлаку, умро је октобра 1892. године од капље, у 57 години живота. Током каријере радио је након свршене Богословије, неколико година као жупанијски чиновник при сирочадском столу у Макову, а затим био катихета по школама. На његово место је одмах као администратор доведен један калуђер из манастира Бездина. Њега ће заменити батањски администратор. Следеће 1893. године је објављен стечај за упражњено место пароха. По условима конкурса свештеник поред плате у новцу, ужива и приходе од 47 јутара црквене земље. Парох администратор нађлачки Богољуб Петровић је крајем 1896. године добио отпуст, да пређе у Велики Гај. Године 1898. се помиње да Нађлак и друге сиромашне српске црквене општине, примају годишње по 100 ф. дотације од угарске државе. Жалили су се званично верници из Нађлака, због нереда који је владао у њиховој црквеној општини. Због тога су епархијске власти тражиле да се тамошња црквена општина изнова организује. Марта 1897. године свештеник у Нађлаку Драгутин Мојић је послао табелу кретања православних житеља у својој парохији. За десет година између 1882—1893. повећан је број православних душа за 31, па их тамо укупно има почетком 1894. године - 221. Наредила је епархија 1897. године, да се парохијски дом у Нађлаку што пре оправи. Почетком 1897. године постављен је за администратора парохије у Нађлаку, Душан Путник. У јесен 1898. године Душан Путник досадашњи администратор парохије у Нађлаку, прешао је за капелана у Тиса-Хиђошу. Тој одлуци је претходио одбијен, као "неаргументован" захтев црквене општине нађлачке, за премештај попе Путника, упућен црквеним властима. Администрирао је кратко свршени богослов Владимир Вулишић из Фабрике. На његово место постављен је као администратор Јефта Поповић, капелан у Батањи. Расписан је у лето 1900. године стечај за пароха у Нађлаку у парохији шестог најнижег плаћевног разреда, где се убира бир и узима штола. Десила се средином 1901. године смена у парохији Нађлак: отишао је у Петрово село, дотадашњи администратор Исидор Михајловић, а дошао нови Светолик Јовановић. Године 1905. председник Школског одбора је Лаза Петровић, Душан Мудрић перовођа, поп Александар Поповић је школски управитељ а Стеван Исаков старатељ. Настава се изводила у једном школском здању. Учитељ је био Димитрије Митрић, родом из места, служио тек осам месеци. Редовну наставу је те године похађало 23 ученика, а пофторну школу само три ђака старијег узраста. Александар Поповић је био 1906. године парох у Нађлаку, он ће предавати и веронауку у школи.

## Образовање
Констатовано је 1865. године, у вези са православним "Школским фондом", да је Надлак место у Чанадској жупанији обећало да ће сваке године дати по 8 ф. 40 новчића. Тако је било између 1813—1864. године. Међутим та општина је остала дужна још од 1829. године, чак 302 ф. 40 новчића. Новембра 1880. године учитељ у Надлаку, Стеван Аћимовић постављен је за привременог учитеља у манастирском прњавору Крушедола. Након конкурса за учитеља у варошици Нађлак, септембра 1881. године изабран је за учитеља Драгомир Путник. Јула 1888. године објављен је стечај за упражњено место српског народног учитеља у Нађлаку, са годишњом платом од 400 ф, огревом и станом. Јуна 1896. године објављен је стечај за упражњено место у српској вероисповедној шесторазредној основној школи у Нађлаку. Плата је остала иста као и пре - 400 ф. са другим погодностима, али српски учитељ мора имати положен испит из познавања мађарског језика. Сличан оглас објављен је и августа 1897. године. 
Средином 1899. године издат је декрет учитељу Душану Которачу за Нађлак. Конкурс за место учитеља у Нађлаку показује да је понуђена годишња плата учитеља била 800 круна, плус 100 к за рад у пофторној школи, и друге погодности које се подразумевају. У српској вероисповедној школи у Надлаку, 1907. године радио је учитељ Димитрије Мудрић. Те године је закључено да је општина толико сиромашна, да од иначе малог пореза, не може ни једног учитеља сама плаћати. Али нормална школа каква је у Нађлаку треба да има две "учитељске снаге". Школска зграда у Нађлаку је 1908. године каже се у извештају - непрописно грађена. Почетком 1908. године постављена је као привремена у Нађлаку, нова учитељица Јулијана Чабдарић. Није имао ко тада у селу да предаје деци ручни рад. Следеће 1908. године нађлачки учитељ Ђорђе Петровић је дао прилог 25 круна, за "Српски учитељски конвикт" у Новом Саду. Живојин Раковић је 1910. године постављен као привремени учитељ у Нађлаку.
Мађарско-српску граматику купили су 1833. године и грађани "Нађлака". Били су то: поп Михаил Цервенковић парох, Исак Мудрић кабаничар и арендатор те Стефан Дима учитељ. Претплатник српског годишњака "Сербска пчела" из Сегедина, био је 1840. године у Темишвару, Димитрије Николић "от Надлака". 
Извесни Надлачанин, М. Гедош је био 1864—1865. претплатник књижевног часописа "Даница" у Новом Саду.